# Edward Joseph McCarthy

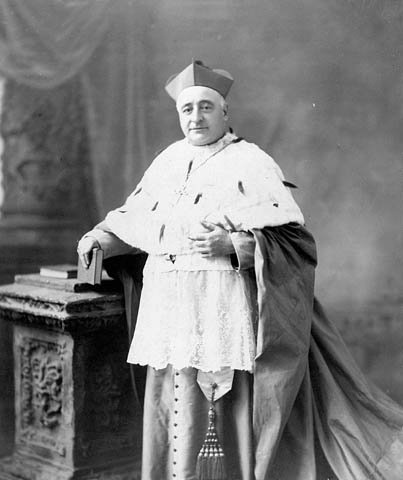
Erzbischof Joseph McCarthy (1908)

Edward Joseph McCarthy (* 25. Januar 1850 in Halifax, Nova Scotia; † 26. Januar 1931) war ein kanadischer römisch-katholischer Geistlicher und Erzbischof von Halifax.

## Leben
Edward Joseph McCarthy empfing am 9. Juli 1874 das Sakrament der Priesterweihe.
Am 27. Juni 1906 wurde er zum Erzbischof von Halifax ernannt. Die Bischofsweihe spendete ihm am 9. September desselben Jahres der Apostolische Delegat in Kanada, Erzbischof Donato Raffaele Sbarretti Tazza; Mitkonsekratoren waren der Bischof von Chatham, Thomas Francis Barry, und der Bischof von Charlottetown, James Charles McDonald.
Erzbischof Joseph McCarthy blieb bis zu seinem Tod am 26. Januar 1931 als Erzbischof von Halifax im Amt.